# 浪漫之路
浪漫之路（德語：Romantische Straße，發音：[ʁoˈmantɪʃə ˈʃtʁaːsə]；又译羅曼蒂克大道、浪漫大道）是旅游公司在1950年代创造的一个名词，用来描述德国南部（巴伐利亚州和巴登-符腾堡州）从维尔茨堡到菲森的一条旅游路线，全长约350公里，沿途文化景观丰富多彩。

## 沿途景观

沿途部分风景
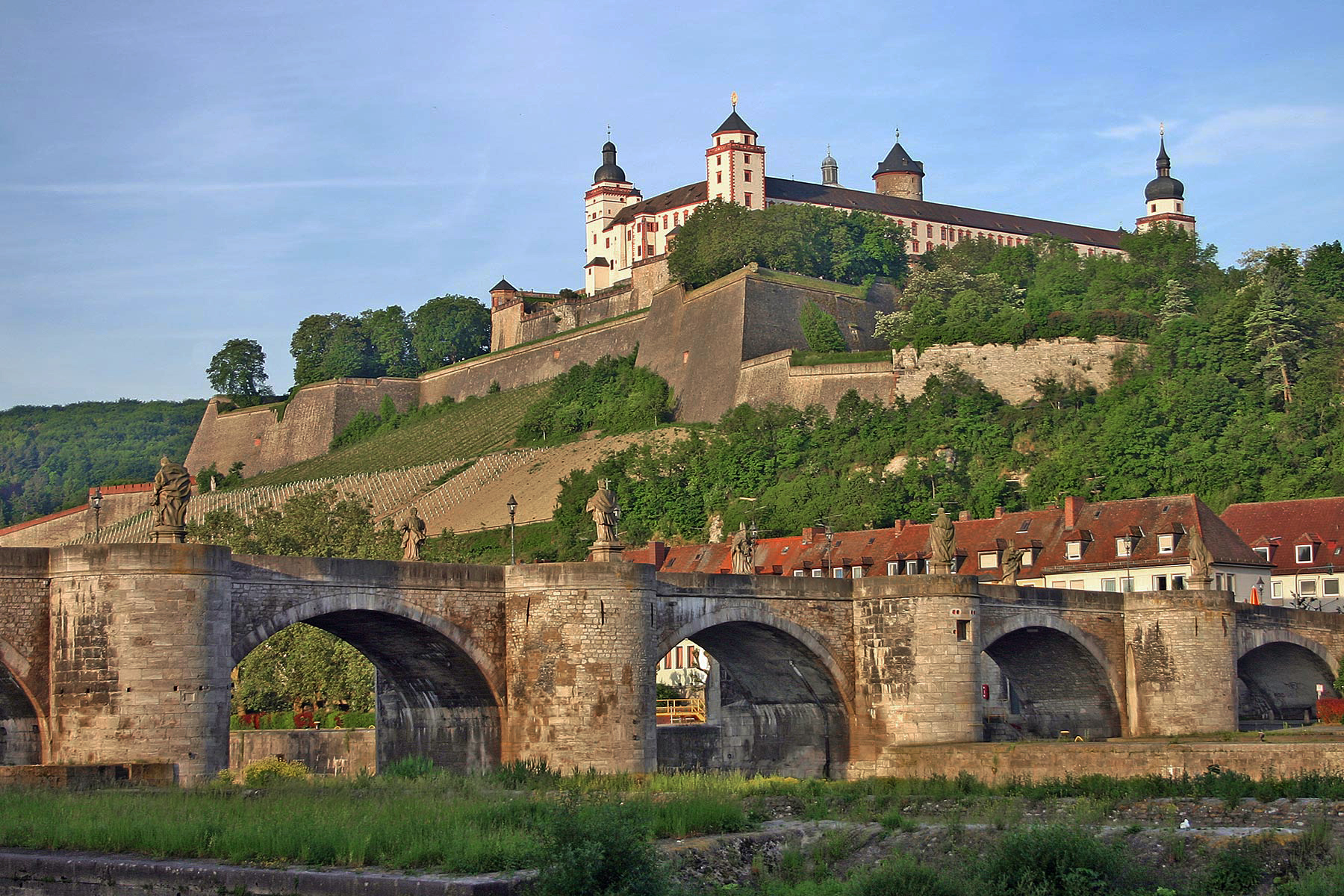
维尔茨堡
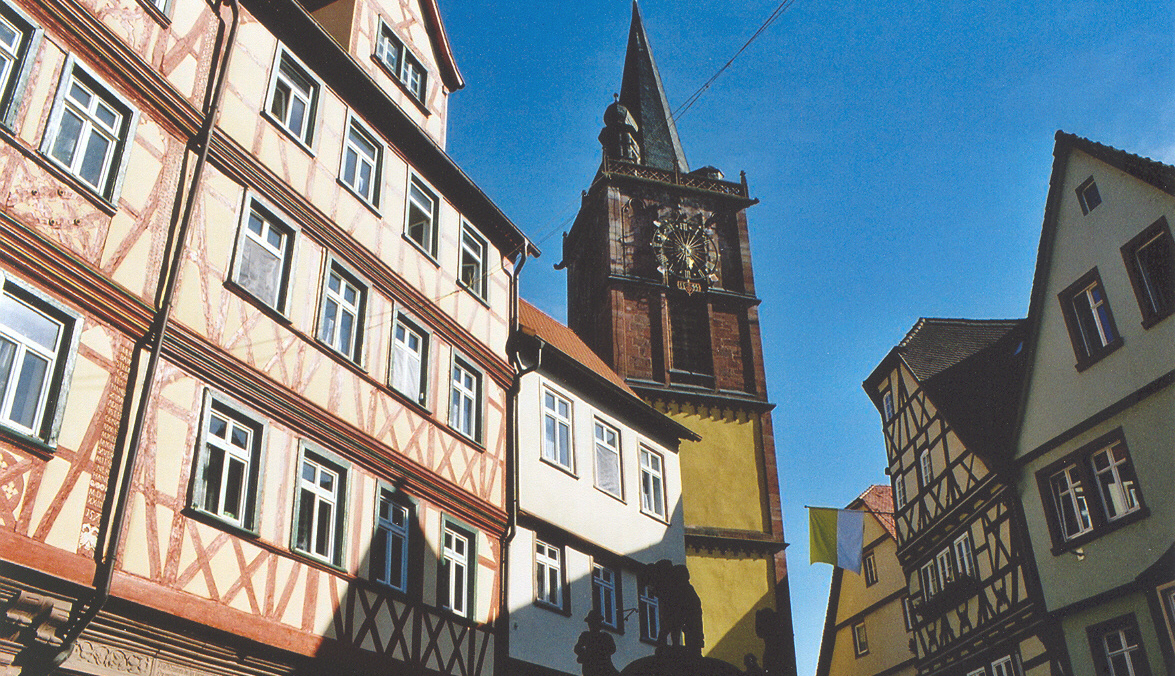
魏克斯海姆
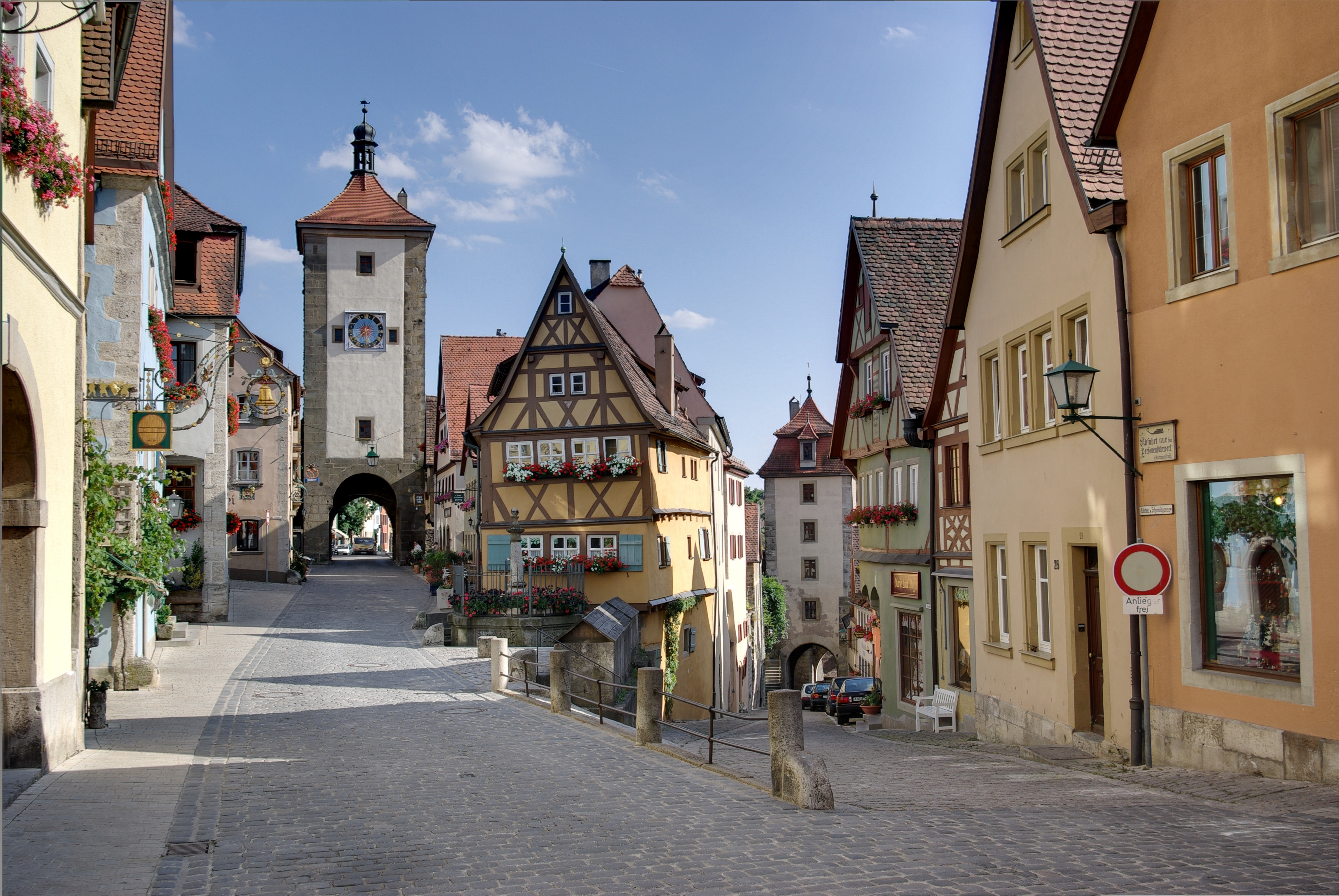
罗滕堡
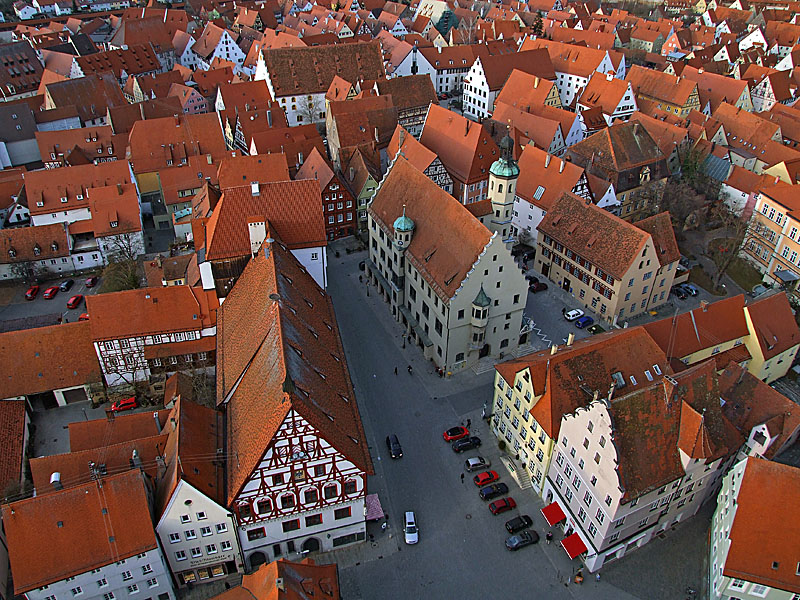
讷德林根
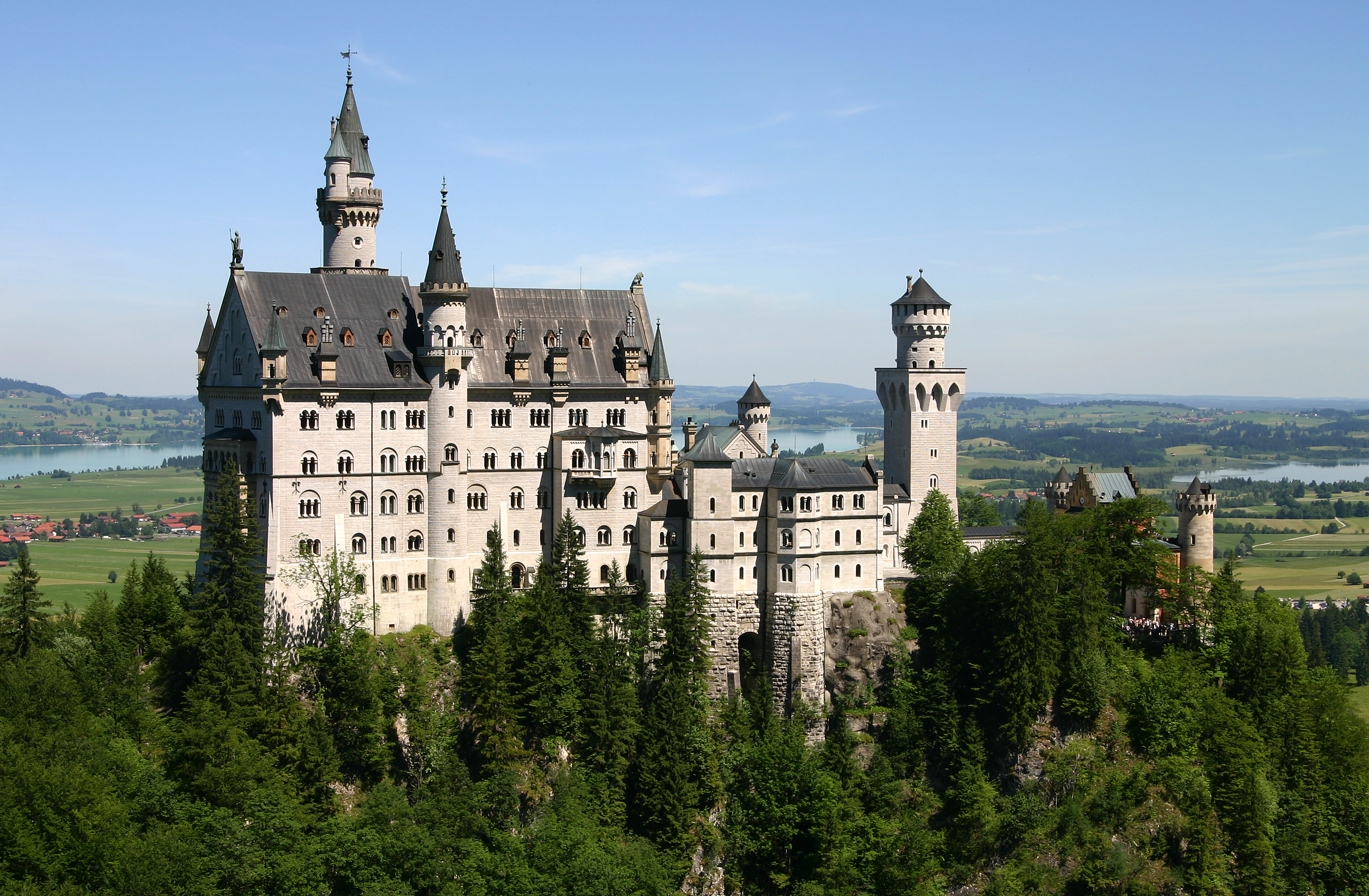
新天鹅堡